# Boston (Lincolnshire)
Boston é uma cidade do distrito de Boston, no Condado de Lincolnshire, na Inglaterra. Sua população é de 43.674 habitantes (2015) (67.564, distrito).